# Sporisorium arundinellae
Sporisorium arundinellae är en svampart som först beskrevs av Julius Oscar Brefeld, och fick sitt nu gällande namn av Vánky 2004. Sporisorium arundinellae ingår i släktet Sporisorium och familjen Ustilaginaceae.   Inga underarter finns listade i Catalogue of Life.